# Space Jam (videojuego)
Space Jam es un videojuego de baloncesto basado en la película homónima. Como la película y las verdaderas reglas de baloncesto, fueron el equipo juego de 3 a 3. Los jugadores tiene selección para jugar a Tune Squad o los Monstars. Se presenta basicada en los controles y Gráficos en 2D. El juego fue lanzado para PlayStation, Sega Saturn y DOS, y fue desarrollado por Sculptured Software, publicado por Acclaim Entertainment y Distribuido por Warner Bros. Interactive Entertainment el 15 de noviembre de 1996 a la fecha, fue coincidentalmente desarrollado al juego de Baloncesto basada de Looney Tunes titulado Looney Tunes B-Ball por Sunsoft el propio año para la producción de la película. Se planifica también para los juegos de Nintendo 64, Game Boy y Super Nintendo Entertainment System pero los lanzamientos fueron cancelados.

## Personajes

### Escuadrón Tunes
(en orden de hablilidad)
- Michael Jordan
- Bugs Bunny
- Tasmanian Devil
- Lola Bunny
- Sylvester
- Wile E. Coyote
- Foghorn Leghorn
- Elmer Fudd
- Yosemite Sam
- Daffy Duck
- Pepe Le Pew
- Porky Pig

### Monstars
(en orden de habilidad)
- Nawt
- Bang
- Blanko
- Bupkus
- Pound

### Personajes no Jugables
Granny,
Speedy Gonzales,
Marvin the Martian,
Tweety Bird,
Witch Hazel,
Gossamer
the monstars´s boss y Swackhammer.